# Acritus microsomus
Acritus microsomus är en skalbaggsart som beskrevs av Cooman 1932. Acritus microsomus ingår i släktet Acritus och familjen stumpbaggar. Inga underarter finns listade i Catalogue of Life.